# Повстання Робітничої партії Курдистану
Повстання Робітничої партії Курдистану проти турецької держави тривало з 1978 по 2025 рік. Воно є частиною тривалого турецько-курдського конфлікту, в центрі якого лежить захист національних прав курдів Туреччини.
Повстання мало форму збройного конфлікту між Республікою Туреччиною та Робітничою партією Курдистану (РПК) (курдською: Partiya Karkerên Kurdistanê, PKK), а також із пов’язаними з нею повстанськими групами — як курдськими, так і некурдськими. Початковою основною вимогою РПК було відокремлення від Туреччини з метою створення незалежного Курдистану. Згодом РПК відмовилася від сепаратизму на користь автономії та/або розширення політичних і культурних прав курдів у межах Республіки Туреччина.
Хоча конфлікт між курдами та турецькою державою поширився на багато регіонів, більшість бойових дій відбувалася на території Північний Курдистан, що відповідає південно-східній частині Туреччини. Присутність РПК в Іракському Курдистані призводила до регулярних наземних вторгнень, авіаударів та артилерійських обстрілів з боку турецьких збройних сил у цьому регіоні, а її вплив у Сирійському Курдистані спричинив схожі дії і там. Конфлікт коштував економіці Туреччини орієнтовно від $300 до 450 мільярдів, переважно у вигляді військових витрат. Також він негативно вплинув на туризм у Туреччині.
Революційне угруповання РПК було засновано у 1978 році в селі Фіс, поблизу Лідже, групою курдських студентів під проводом Абдулли Оджалана. Первинною причиною створення РПК, за словами самої організації, були утиски курдів у Туреччині. У той час використання курдської мови, національного одягу, фольклору та імен було заборонено в регіонах, населених курдами. У спробі заперечити їхнє існування уряд Туреччини у 1930-х—1940-х роках класифікував курдів як "гірських турків". Слова "курди", "Курдистан" чи "курдський" були офіційно заборонені турецькою владою. Після військового перевороту 1980 року курдська мова була офіційно заборонена як у публічному, так і в приватному житті до 1991 року. Багатьох, хто говорив, публікував або співав курдською, заарештовували та ув’язнювали.
Робітничу партію Курдистану (РПК) створили з метою забезпечення мовних, культурних та політичних прав для курдської меншини в Туреччині. Проте повномасштабне повстання почалося лише 15 серпня 1984 року, коли РПК оголосила про початок активних збройних дій. У період з 1984 по 2012 рік, за оцінками, загинуло близько 40 000 людей, переважна більшість із яких — курдські цивільні особи. Обидві сторони звинуватили в численних порушеннях прав людини. Європейський суд з прав людини засудив Туреччину за тисячі таких порушень. Багато рішень стосуються систематичних страт курдських цивільних осіб, тортур, примусових переміщень, знищених сіл, свавільних арештів, а також насильницьких зникнень або вбивств курдських журналістів, активістів і політиків. Вчителів, які викладали, та учнів, які вимагали освіти курдською мовою, переслідували та засуджували за підтримку тероризму РПК. Водночас, РПК також зазнала міжнародного осуду, головним чином з боку союзників Туреччини, за використання терористичних методів, до яких належать масові вбивства цивільних, позасудові страти, смертники, діти-солдати, а також участь у наркоторгівлі.
У лютому 1999 року лідера РПК Абдуллу Оджалана заарештувала в Найробі, Кенія, група співробітників спеціальних підрозділів і доправила до Туреччини, де він досі перебуває у в'язниці на острові в Мармуровому морі. Перше повстання тривало до березня 1993 року, коли РПК оголосила про одностороннє припинення вогню. Того ж року бойові дії відновилися.
У 2013 році турецький уряд розпочав перемовини з Оджаланом. Після переважно таємних переговорів обидві сторони — турецька держава та РПК — досягли значною мірою успішного припинення вогню. 21 березня 2013 року Оджалан оголосив про «кінець збройної боротьби» та перемовини про мир.
Поява Ісламської держави на південному кордоні Туреччини висвітлила розбіжності в інтересах і призвела до нових напружень. У відповідь на теракт Ісламської держави 2015 року в Суручі, сталися інциденти Джейланпинарі, що призвели до вбивства двох турецьких поліцейських, імовірно бойовиками РПК, що стало поверненням до відкритого конфлікту.
Загалом конфлікт призвів до близько 8000 загиблих лише в Туреччині, а також до приблизно 20 000 загиблих у Сирії та Іраку внаслідок турецьких воєнних операцій. Зафіксовано численні порушення прав людини, включно з тортурами та широкомасштабним знищенням майна. Значні частини багатьох міст із курдською більшістю, включаючи Діярбакир, Ширнак, Мардин, Джизре, Нусайбін і Юксекова, були зруйновані внаслідок бойових дій або зовнішніх операцій.
Нові мирні перемовини розпочалися у 2024 році. На початку 2025 року Оджалан закликав РПК скласти зброю. 12 травня 2025 року РПК оголосила про своє повне розпускання на користь політичних засобів боротьби. Однак збройні сили Туреччини продовжать операції проти Робітничої партії Курдистану у регіонах, де вона все ще залишається активною, попри оголошення про її розпуск.